# Baronessa (fribrottare)
Baronessa, född 28 september 1996 i Mexicali i Baja California, är en mexikansk fribrottare.
Baronessa brottas under en fribrottningsmask och hennes identitet är inte känd av allmänheten, vilket är vanligt inom mexikansk fribrottning, lucha libre.

## Karriär
Baronessa blev intresserad av fribrottning efter att ha sett sin första show som tolvåring. Som artonåring debuterade hon, år 2014, efter att ha blivit tränad av Mr. Tempest och Estudiante, två välmeriterade fribrottningstränare i Mexicali. Mot slutet av 2010-talet började hon att brottas i Mexico City i förbund som Grupo Internacional Revolución och Robles Patrón Promotions, och blev sedermera ett av de större kvinnliga namnen på den oberoende scenen i Mexiko.